# Lucio Uribe
Lucio Uribe (Ciudad Guzmán, 6 de diciembre de 1840 — 1894), fue un alarife y político mexicano que inició la construcción de Catedral de Colima, el Palacio de Gobierno, el Teatro Hidalgo y el Palacio Federal. También trazó el casco de la Hacienda de San Marcos y varios puentes como el que está sobre el río Naranjo o el Nuevo o Zaragoza, y casas colimenses de finales del siglo xix. Como político fue regidor, síndico y diputado local en tres ocasiones. En su honor, una calle de Colima lleva su nombre.